# Oió (Nigéria)
Oió (em iorubá: Ọyọ) é uma cidade no estado de Oió na Nigéria, fundada como a capital do Império de Oió nos anos de 1830 e conhecida por seu povo como Nova Oió (Oió Atibá) para distingui-la da antiga capital do norte, Velha Oió (Oió-Ilê) que havia sido destruída pelos fulas, e ficou deserta como resultado de rumores de guerra. Seus habitantes são na maior parte dos iorubás, e seu governante cerimonial é o alafim de Oió.
O principal mercado da cidade é o mercado Akeesan, também chamado de Ojá Obá (mercado do rei) devido à sua proximidade do palácio do alafim, é aberto diariamente ao contrário dos outros mercados, como o mercado Ajegunlê, que é aberto por um intervalo de cinco dias, e o mercado Sabô (cinco dias).

## Residentes notáveis
- Quadri Aruna, (1988 – ) Jogador de tênis de mesa olímpico [1]
- Gbenga Oluokun, (1983 – )
- Fela Sowande (1905 – 1987), músico e compositor
- Professor Wande Abimbola, (1932-) Ex-vice-chanceler da Universidade de Ifé, Ilê-Ifé, Nigéria, (1982-1990), Líder da maioria do Senado da República Federal da Nigéria